# Julika Marijn
Julika Marijn (Utrecht, 12 december 1972) is een Nederlandse actrice, presentatrice en zangeres.

## Biografie
Marijn debuteerde bij Toneelgroep Amsterdam in de jongerenvoorstelling 'Liesje uit Leefbron' naar een stuk van Heinrich von Kleist. Al op de middelbare school, het St. Bonifatiuscollege in Utrecht, was zij actief bij Toneelgroep Tablo. Tijdens haar opleiding aan de Academie voor Kleinkunst in Amsterdam maakte ze een aantal eigen programma's en voor haar stage speelde ze in de musical Miss Kaandorp van Brigitte Kaandorp. Ze studeerde in 1998 af en werkte daarna mee aan diverse theatervoorstellingen en televisieseries, waaronder Onderweg naar Morgen. Daarnaast is zij de stem van een groot aantal radioreclameboodschappen en luisterboeken. Ze presenteert onder andere bij de Amsterdamse zender AT5 het programma Walhalla, waarvoor ze in de wereld van spiritualiteit duikt. Eerder presenteerde ze voor Kindernet en Omroep Gelderland. Sinds 2003 maakt Marijn eigen theaterprodukties. In 2018 had ze de regie van het theaterprogramma 'Nog nooit vertoond' van Diederik van Vleuten.

## Theatervoorstellingen
- "Etty Hillesum, Dat onverwoestbare in mij" (2020-2022)
- "Uit verdriet geboren" (2017)
- "Die Weisse von Liebe und Tod" (2014)
- "Tegenover Lady Di" (2008)
- "In duizend zoete armen" (2007)
- "De Hoer en de Heilige" (2006)
- "Nederlands Kamerkoor" (2005)